# Кокаев, Мерике
Мерике Кокаев (эст. Merike Kokajev; род. 10 сентября 1956, Тарту, Эстонская ССР, СССР) — эстонский дипломат.

## Биография
Родилась в 1956 году в городе Тарту. Окончила факультет французского языка и литературы Ленинградского государственного университета имени А. С. Пушкина.
В Министерстве иностранных дел Эстонии работает с 1991 года. Она работала в протокольном отделе министерства, посольстве в Брюсселе, в постоянном представительстве в Женеве и в ООН. С 2005 по 2007 года — член постоянного форума ООН по вопросам коренных народов. В 2008 году была назначена Чрезвычайным и полномочным послом Эстонии в Индии. В индийском посольстве она работала до 2010 года, после чего была направлена в Рим и назначена Чрезвычайным и полномочным послом Эстонии в Италии, Монако и Сан-Марино. После прекращения своих полномочий была назначена директором бюро по делам Европейского союза и Юго-Восточной Европы. В 2016 году была назначена Чрезвычайным и полномочным послом Эстонии в Белоруссии. 13 декабря 2016 года посол вручил верительные грамоты Президенту Республики Беларусь Александру Лукашенко.
8 октября 2020 года была отозвана из Белоруссии в Таллин для консультации. В июле 2021 года приказом президента Эстонии была отозвана с должности посла Эстонии в Беларуси.
Помимо родного языка, владеет русским, английским и французским языками.

## Награды
- Командор ордена Заслуг (1998 год, Норвегия)[6]